# ANKRD25
ANKRD25‏ (KN motif and ankyrin repeat domains 2) هوَ بروتين يُشَفر بواسطة جين ANKRD25 في الإنسان.